# توماس كرايغ
توماس كرايغ (بالإنجليزية: Thomas Craig)‏ هو ممثل بريطاني، ولد في 4 ديسمبر 1962 في المملكة المتحدة.

## وصلات خارجية
- توماس كرايغ على موقع IMDb (الإنجليزية)
- توماس كرايغ على موقع قاعدة بيانات الفيلم (الإنجليزية)